# Alpheus coetivensis
Alpheus coetivensis är en kräftdjursart som beskrevs av H. Coutière 1908. Alpheus coetivensis ingår i släktet Alpheus och familjen Alpheidae. Inga underarter finns listade i Catalogue of Life.